# جان نسفیلد
جان کالینسن نِسفیلد (به انگلیسی: John Collinson Nesfield)‏ (۱۴ اوت ۱۸۳۶ – ۲۹ ژوئن ۱۹۱۹) نویسنده، مربی و انسان‌شناس اهل پادشاهی متحد بریتانیای کبیر و ایرلند بود.
جان نِسفیلد فرزند یک کشیش اهلِ ویلتشِر بود. او از ۱۸۵۲ تا ۱۸۵۵ در مدرسهٔ دستور زبان هایگِیت تحصیل کرد. سپس، از ۱۸۵۹ تا ۱۸۶۴، همان‌جا به تدریس پرداخت. او در دانشکدهٔ مرتون در دانشگاه آکسفورد به‌عنوان مربی ارشد (دارندهٔ بورس تحصیلی ارشد) برگزیده شد. نِسفیلد در سال ۱۸۶۰ لیسانس گرفت و در ۱۸۶۲ فوق لیسانس خود را دریافت کرد.
نِسفیلد در ۱۸۶۷ به هندوستان رفت. او به‌عنوان مربی در راجِ بریتانیا (هندِ بریتانیا خدمت کرد و مدتی نیز معاونتِ سرپرستیِ کلیسای سنت مایکل در هایگیت، لندن را بر عهده داشت.
جان نِسفیلد در ۲۹ ژوئن ۱۹۱۹ در ناحیهٔ ایلینگ، لندن درگذشت.

## آثار
نِسفیلد کتاب‌های متعددی نوشت. آثار وی به‌ویژه دربارهٔ دستور زبان تأثیرگذار بود. آثار نِسفیلد عبارتند از:
- An Essay on the Kanjar Tribe (1882)
- On the Results of Primary Education in the North-Western Provinces and Oudh (1883)
- Brief View of the Caste System of the North-Western Provinces and Oudh (1885)
- The Function of Modern Brahmins in Upper India (1887)
- Two Essays on the Mushera Tribe (1888)
- English Grammar: Past and Present (1898)
- A Junior Course In English Composition, A Senior Course In English Composition
- A Manual of English Grammar and Composition (1898)
- English Grammar Series